# Francisco Múgica
Francisco Mugica va ser un editor, guionista, director de fotografia i director de cinema argentí que va néixer a Buenos Aires (Argentina) el 10 d'abril de 1907 i va morir en la mateixa ciutat en 1985. La seva esposa va ser l'actriu de cinema Alímedes Nelson.
Múgica va començar la seva carrera en cinema com a director de fotografia a mitjans dels anys trenta, però cap al 1939 va arribar a ser director dirigint la seva primera pel·lícula El solterón a principis d'aquell any, seguida de la comèdia de gran èxit Así es la vida. Va dirigir unes 25 pel·lícules, inclosa la pel·lícula Adolescencia de 1942. Es va retirar del cinema el 1962.
Va ser un dels fundadors de l'entitat Directores Argentinos Cinematográficos en 1958.

## Filmografia
Director
- Mi Buenos Aires querido (1961)
- He nacido en Buenos Aires (1959)
- Rescate de sangre (1952)
- La pícara cenicienta (1951)
- Piantadino (1950)
- Esperanza (1949)
- El barco sale a las diez (1948)
- Milagro de amor (1946)
- Cristina (1946)
- Deshojando margaritas (1946)
- Allá en el setenta y tantos (1945)
- Mi novia es un fantasma (1944)
- La guerra la gano yo (1943)
- La hija del ministro (1943)
- El espejo (1943)
- Adolescencia (1942)
- El pijama de Adán (1942)
- El viaje (1942)
- Persona honrada se necesita (1941)
- Los martes orquídeas (1941)
- El mejor papá del mundo (1941)
- Medio millón por una mujer (1940)
- Margarita, Armando y su padre (1939)
- Así es la vida (1939)
- El solterón (1939)

Editor
- Jettatore (1938)
- Maestro Levita (1937)
- Los muchachos de antes no usaban gomina (1937)
- El cañonero de Giles (1937)
- Radio Bar (1936)
- La muchachada de a bordo (1936)
- El caballo del pueblo (1935)
- Noches de Buenos Aires (1935)
- Ayer y hoy (1934)
- Los tres berretines (1933) (sin acreditar)

Director de fotografia
- Jettatore (1938)
- Tres anclados en París (1938) (exteriores)
- Los muchachos de antes no usaban gomina (1937)
- El cañonero de Giles (1937)
- Una porteña optimista (1937)
- Radio Bar (1936)
- Poncho blanco (1936)
- El caballo del pueblo (1935)

Guionista
- El viaje (1942)
- Margarita, Armando y su padre (1939)
- Así es la vida (1939)

Assistent de Direcció
- Los tres berretines (1933)
- Ayer y hoy (1934)

Assessor tècnic
- Jettatore (1938)